# Soledad Antelada Toledano
Soledad Antelada Toledà (Buenos Aires, 1978) és una hacker argentina, experta en enginyeria de sistemes informàtics i penetration testing, que treballa en ciberseguretat al Departament de Seguretat del Lawrence Berkeley National Laboratory, a la Universitat de Califòrnia.

## Biografia
Va néixer a Buenos Aires, i als quatre anys, a causa de la dictadura argentina, es va traslladar amb els seus pares a Marbella, Espanya, perquè la seva família, d'origen malagueny, havia fugit a l'Argentina durant la dictadura franquista. Quan era una nena, tothom li deia que la informàtica era una carrera de futur, i si aquesta era la carrera del futur, ella va començar a pensar que havia de matricular-se en aquesta especialitat, encara que a la seva aula només hi havia tres noies. Antelada es va graduar en Enginyeria de Sistemes Informàtics a la Universitat de Màlaga.

### Trajectòria professional
Quan va acabar els estudis, va rebre una beca com a programadora per als serveis d'emergència de les comunitats autònomes de Cantàbria i Andalusia i s'hi va quedar treballant fins a l'any 2008. A la fi del 2009 va començar a treballar en el sistema d'emergències de Luanda, Angola.
L'any 1999 va estar de vacances a San Francisco (USA), i va visitar Silicon Valley. Encara que l'anglès era el seu primer escull per comunicar-se allà, va aconseguir superar-lo. Li va agradar tant Califòrnia, que es va proposar tornar en una altra ocasió. A Antelada l'atreia la idea d'estudiar un curs de hacking a una universitat, i després de molt buscar, el va trobar ala Universitat de Berkeley. Per això, l'any 2010 va tornar als Estats Units; aquesta vegada amb la finalitat de completar els seus estudis en seguretat i xarxes. Es va matricular al City College de San Francisco, per a fer un màster de dos anys, en ciberseguretat, a fi d'especialitzar-se i aprendre a ser hacker. El curs es deia “Penetratión Testing”, i va aconseguir el seu títol l'any 2012. El 2011 mentre acabava els seus estudis, va treballar com a becària, al Lawrence Berkeley National Laboratory (LBNL), i quan va finalitzar la seva beca, li van oferir treballar allí en ciberseguretat, cosa que va acceptar. Aquest laboratori és el bressol de tretze Premis Nobel, i és administrat per la Universitat de Califòrnia, pertanyent al Departament d'Energia dels Estats Units.
Ha sigut la primera i única dona en aquest departament de ciberseguretat del laboratori, i també la primera persona d'origen hispà. Al laboratori dirigeix un equip de quinze persones expertes a càrrec de la seguretat de Scinet, la xarxa de la Conferència de Supercomputadors dels EUA. La seva àrea d'especialització és «penetration testing» i utilitza eines empresarials. El seu treball se centra a realitzar auditories anuals a servidors i equips, i buscar vulnerabilitats entre deu mil equips en LBNL. Un dels seus lemes és: “Si el sistema no funciona, trenca'l per algun costat”. La seva feina és treballar directament com una agent externa, i fingir ser una atacant que penetra a la xarxa. Així, es considera a si mateixa com una hacker ètica.
Lidera la Fundació «Girls Can Hack» (Les dones poden hackejar), creada l'any 2014, i és presidenta del Consell de Dones Científiques i Enginyeres del Laboratori de Berkeley.
El setembre de 2024 s'anuncià que Soledad Antelada s'unia a l'equip de campanya de Kamala Harris acceptant el càrrec de subdirectora de Seguretat de la Informació de la campanya pel Partit Demòcrata.

## Premis i reconeixements
- L'any 2016 va ser nomenada una de les 20 llatines més influents en tecnologia als Estats Units, per la CNET.[25][26][27][28]
- L'any 2018 va rebre un premi de la Comunitat de Recerca i Educació en suport dels grups sobrerepresentats en el camp de la tecnologia.[12]